# Pace di Åbo
La pace di Åbo, nota anche come trattato di Turku, (in svedese: Freden i Åbo, in finlandese: Turun rauha, in russo Абоский мирный договор?) venne siglata il 7 agosto 1743 e pose fine alla guerra russo-svedese che era iniziata nel 1741 tra l'Impero russo e quello svedese.

## La situazione iniziale
Alla fine della guerra l'Impero russo aveva militarmente occupato quasi tutta la Finlandia. Una forte fazione all'interno della corte russa premeva affinché, nel quadro di un trattato di pace, il confine russo-svedese fosse spostato molto più ad ovest, conferendo così maggior sicurezza alla nuova città di San Pietroburgo, fondata solo quarant'anni prima ovvero nel 1703.

## Adolfo Federico di Holstein-Gottorp
Un gruppo più filo-svedese della corte zarista, guidato dal conte Jean Armand de Lestocq, e dai parenti dell'erede al trono, il futuro Pietro III, del casato degli Schleswig-Holstein-Gottorp, si adoperava presso la zarina Elisabetta per un'ampia restituzione alla Svezia dei territori finlandesi occupati dalle truppe russe. In cambio gli svedesi avrebbero dovuto candidare al trono di Svezia lo zio del futuro zar Pietro, Adolfo Federico di Svezia.
La zarina volle seguire questa seconda linea di condotta, che gli svedesi, rappresentati nelle trattative dall'abile conoscitore della Russia Herman Cedercreutz, accettarono. La scelta ufficiale di Adolfo Federico come principe della corona ebbe luogo il 23 giugno 1743. Tutto ciò acuì i contrasti della Svezia con la Danimarca, lasciò ulteriori territori della Finlandia sotto il dominio russo e portò ad una certa tensione contro l'impero zarista.

## Cessioni territoriali
Con la pace di Åbo la Russia ottenne ulteriori parti della Carelia meridionale. Dopo la ratifica del trattato di pace la Svezia rinunciò ai territori ad est del fiume Kymijoki, con la fortezza di Olofsborg e le città di Villmanstrand e Fredrikshamn. La zarina garantì agli abitanti di quei territori di poter continuare a praticare liberamente la loro religione. Anche i preesistenti privilegi nei rapporti proprietari introdotti nel 1734 nel sistema giuridico svedese furono garantiti.